# WAMP
El terme WAMP és un acrònim per descriure la plataforma sobre la qual funcionen les aplicacions web creades utilitzant la següent combinació d'eines:
- Windows, el sistema operatiu;
- Apache, el servidor web;
- MySQL, el servidor de bases de dades;
- Perl, PHP, o Python, llenguatges de programació.

L'altra opció que sovint apareix en la publicitat dels proveïdors d'allotjament web és LAMP, que és la plataforma equivalent sobre Linux.